# Palamon
Palamon († um 330) war ein Eremit und Lehrer des Pachomios, den er nach längerem Zögern als Schüler akzeptierte und später mit ihm eine Mönchsgemeinschaft gründete. Er starb um 330 n. Chr.